# Pantà de Cal Gat
El pantà de Cal Gat, situat als plans del Guillot, al municipi de Sant Joan de les Abadesses, és una de les zones
humides de més diversitat del Ripollès. Es coneix també com a Plans de Guillot o la Bassa. Es troba al riu Ter, entre les poblacions de Sant Joan de les Abadesses i Ripoll, en una zona on la plana d'inundació és força ampla i oberta.
El pantà és format per una resclosa que genera una zona embassada de 15,4 hectàrees de superfície. Va ser construït per proveir d'aigua una minicentral hidroelèctrica situada just al costat de la resclosa. La zona humida inclou aquest sector embassat així com la plana d'inundació situada als seus costats i aigües amunt (plans del Guillot). En aquest espai hi ha zones de 5 metres de fondària i zones de poc més de 20 centímetres. Aquest ventall de fondàries permet l'assentament d'una elevada diversitat de comunitats de tendència higròfila, tant de macròfits submergits com de vegetació emergent i de ribera.
S'hi troben canyissars i bogars resseguint les vores de l'aigua i una àmplia zona d'herbassars humits. El bosc de ribera està constituït per vernedes (hàbitat d'interès comunitari prioritari 91E0* Vernedes i altres boscos de ribera afins (Alno-Padion)) i per salzedes, que estan molt ben formades (hàbitat d'interès comunitari 92A0 "Alberedes, salzedes i altres boscos de ribera"). Els camps de conreu adjacents i una zona de pastures acaben de completar el mosaic ambiental d'aquest espai.
La fauna és molt diversa i abundant. Algunes de les espècies d'ocells presents, lligades a l'aigua, són el bernat pescaire
(Ardea cinerea), la polla d'aigua (Gallinula chloropus), el cabusset (Tachybaptus ruficollis), el blauet (Alcedo atthis), diversos anàtids, etc. Destaquen també les poblacions d'amfibis.
La pressió ramadera i l'entrada d'aigües de poca qualitat, degut a abocaments realitzats aigües amunt, són els dos principals factors que condicionen el futur de l'espai. També cal controlar la possible expansió de conreus forestals a les zones ocupades pel bosc de ribera. L'espai disposa d'un itinerari senyalitzat, que consta d'un aguait, un mirador, bancs, rètols informatius, etc. La gestió s'ha realitzat per la Fundació Natura, en col·laboració amb el Consorci Alba Ter, el Departament de Medi Ambient i Habitatge i l'Ajuntament de Sant Joan de les Abadesses. Vora l'espai transcorre la Ruta del Ferro, o  Via verda de la Ruta del Ferro i del Carbó, que segueix l'antiga via del ferrocarril que pujava des de Ripoll a les mines d'Ogassa.
L'espai "Pantà de Cal Gat" està inclòs dins l'espai de la Xarxa Natura 2000 ES5120019 "Riberes de l'Alt Ter".